# Екскурсійно-туристична діяльність у заповідниках
Екскурсійно-туристична діяльність у заповідниках — це організація відвідування заповідників з пізнавальною метою.

## Екологічна шкода від відвідування заповідників людьми
Вважається, що екскурсійно-туристична діяльність заповідників є ефективним шляхом екологічної просвіти населення, а також допомагає заробляти заповідникам та іншим об'єктам  природно-заповідного фонду гроші. Однак значна кількість фахівців в галузі  заповідної справи з тривогою відзначають все зростаючий прес від екскурсійно-туристичної діяльності на заповідних територіях, коли заповідним екосистемам наноситься величезна екологічна шкода. У даному випадку можна сказати, що знищуючи дику природу заповідників, екскурсійно-туристична діяльність вбиває сама себе. Природні заповідники, де повинен бути найбільш суворий режим, який відповідає принципам концепції  абсолютної заповідності, на ділі все частіше перетворюються на звичайні парки для відпочинку. Відвідувачі заповідників негативно впливають на геологічні формації, ґрунт, рослинність, тваринний світ, погіршують санітарні умови навколишнього середовища, естетичні особливості ландшафту і культурної обстановки.
У заповіднику Кам'яні могили зникнення жовточеревого полоза і мідянки багато в чому є наслідком знищення їх туристами. У 1980 р. в цьому заповіднику загинуло 11 гадюк, з них 5 загинуло під колесами екскурсійних автобусів, а 3 вбито людьми. У заповіднику Мис Мартьян є величезна кількість залишеного відпочиваючими сміття, кора занесених до Червоної книги України ялівців і суничників порізана автографами, кругом сліди від вогнищ. Територія більше нагадує приміський ліс, ніж природний заповідник. В охоронній зоні Окського заповідника на місцях стоянок туристів було виявлено 140 кг скляних банок, 40 кг залізних консервних банок, всього ж після одного сезону було зібрано 4 ц сміття. Відсоток пошкодження дерев склав 90-100%. У Тебердинському заповіднику витоптування туристами схилів гір веде до ущільнення та ерозії ґрунту, пригнічення трав'яного покриву, збіднення тваринного світу.
Прес з боку відвідувачів заповідників та інших об'єктів природно-заповідного фонду негативно впливає на мисливську і харчову поведінку диких тварин. Човнові екскурсії (в основному пов'язаний з ними фактор занепокоєння і викиди пального) негативно впливають на популяції риб. У Карадазькому заповіднику через екскурсій на моторних човнах уздовж заповідних скель зменшилася чисельність чубатого баклана, що мешкає там і якого занесено до Червоної книги України.

## Небезпека пожеж
Пожежі є одним з головних наслідків відвідування екскурсантами заповідників. В Україні особливо страждає від пожеж з вини відвідувачів  Ялтинський гірсько-лісовий заповідник.

## Порушення природоохоронного законодавства
Згідно зі ст. 15 Закону «Про природно-заповідний фонд України» екскурсійно-туристична діяльність природних заповідників не входить в коло завдань природних заповідників. Більше того, згідно зі ст.16 Закону України «Про природно-заповідний фонд України» в природних заповідниках забороняється стоянка транспорту, прохід і проїзд сторонніх людей, проїзд механічних транспортних засобів, розведення багать, створення місць відпочинку населення, а з 2010 р . на території природних заповідників був заборонений туризм. Разом з тим практично в кожному заповіднику України відбуваються масові порушення заповідного режиму з вини відвідувачів або адміністрації самих заповідників. У  Хомутовського степу з ініціативи дирекції заповідника в заповідній зоні була споруджена альтанка для відпочинку, а в Кам'яних могилах — культові споруди і довгий час влаштовувався масове свято — День прийому в козаки. У Карадазькому заповіднику постійно порушується порядок проведення екскурсійної діяльності, в Ялтинському гірсько-лісовому заповіднику на Ай-Петрі незаконно споруджений розважальний центр.

## Економічна неспроможність ексурсійно-туристичної діяльності в заповідниках
Великий дохід від туризму на територіях природно-заповідного фонду можливий тільки в багатих країнах з розвиненою економікою. Для залучення іноземних туристів в заповідниках необхідно будувати комфортабельні готелі, прокладати дороги з твердим покриттям, що заборонено робити у природних заповідниках чинним українським екологічним законодавством. Більше того, як показує практика, основний дохід (до 95%) від екскурсійної діяльності в охоронюваних природних територіях йде за межі країни.

## Корупційна складова ексурсійно-туристичної діяльності в заповідниках
Бажання заробити гроші на відвідуванні заповідника перетворює заповідник у комерційну структуру, коли метою вже стає не охорона природи, а отримання доходу, причому нерідко за будь-яку ціну, навіть при явному порушенні природоохоронного законодавства. Співробітник Карадазького заповідника Л. П. Миронова пише: «У середовищі співробітників заповідника в цей період особливо гостро проявилася наявність випадкових людей, недостатньо моральних, які не розуміють ідей заповідної справи, які не поділяють її ідеологію, і закладені в ній принципи, що сприймають заповідник як місце побудови власної кар'єри чи джерело збагачення».

## Студентські практики в заповідниках
Ряд фахівців з заповідної справи вважає, що проведення масових студентських практик у природних заповідниках також завдає шкоди заповідній природі. Наприклад, за 5 років у Березинському заповіднику студенти зібрали для навчальних гербаріїв близько 93 тис. рослин. У  Канівському заповіднику наявність сотень студентів під час сезону тиші (травень-червень) негативно позначається на відтворенні дикої фауни заповідника. Академік АН СРСР В. Є. Соколов з колегами вважає, що «студентська практика в заповідниках повинна бути докорінно перебудована (або навіть зовсім виключена)».

## Екологічна освіта на базі заповідників
На думку ряду авторів, практика екологічної освіти на базі об'єктів природно-заповідного фонду має бути переглянута. Територія природних заповідників, заповідних зон  біосферних заповідників і національних парків повинна бути повністю закрита від екскурсантів. Природні заповідники можуть займатися екологічним просвітою шляхом видання буклетів, книг, зйомки фільмів, а також вести природоохоронну пропаганду при відвідуванні екскурсантами музеїв заповідників.

## Ресурси Інтернету
- Крайние меры для защиты заповедников от туристов-экстремалов  [Архівовано 5 листопада 2012 у Wayback Machine.]
- Экологический вред от туризма в заповеднике  [Архівовано 4 березня 2016 у Wayback Machine.]